# Acid p-toluic
Acidul p-toluic sau 4-metilhidroxibenzoic este un compus organic, un acid carboxilic aromatic cu formula chimică (CH3)C6H4(COOH). Este izomer cu acidul m-toluic și o-toluic.

## Obținere
Acidul p-toluic este obținut în urma reacției de oxidare a p-cimenului cu acid azotic.

## Utilizare
Acidul p-toluic este un intermediar în procesul de conversie al p-xilenului la acid tereftalic, care este un precursor pentru polietilen tereftalat. Este obținut fie prin oxidarea p-xilenului, fie prin hidrogenoliza 4-carboxibenzaldehidei. Analog, se poate converti la p-toluat de metil, care este oxidat la tereftalat de monometil.